# Ramón Méndez Alanís
Ramón Méndez Alanís (Purchil, 1857-Madrid, 1915) fue un jurista militar, escritor, profesor y político español, diputado en las Cortes de la Restauración y director general de Seguridad.

## Biografía
Nació el 31 de agosto de 1857, al parecer en la localidad granadina de Purchil, ingresó previa oposición en el Cuerpo Jurídico Militar el 13 de marzo de 1883, con el empleo de auxiliar. Con anterioridad a su ingreso en dicho cuerpo desempeñó las funciones de letrado sustituto de la Administración económica de Granada y las de socio profesor de la Academia de Jurisprudencia y Legislación Matritense y del Ateneo científico de Granada. Perteneciendo ya al referido cuerpo, prestó el servicio de su clase en el distrito de Andalucía y después en el de Granada. Fue promovido por antiguüedad al empleo de teniente auditor de tercera en abril de 1884, con destino a la Capitanía General de Baleares. A  petición propia fue destinado a la isla de Cuba en junio de 1885, con el empleo de teniente auditor de segunda.
Estuvo colocado, sucesivamente en la Auditoría de la Capitanía general de dicha isla y en la de la Comandancia general de Puerto Príncipe, volviendo en noviembre de 1887 a prestar servicio en la primera. Ascendió reglamentariamente en la Escala general de su Cuerpo al empleo de teniente auditor de segunda en agosto de 1891, embarcando en septiembre para la península ibérica, donde quedó en situación de reemplazo. Se le destinó otra vez a Cuba en marzo de 1892, donde se le colocó en la Auditoría de la Capitanía General. En agosto siguiente le fue concedida la cruz blanca de segunda clase del Mérito Militar  por la obra titulada Comentarios al Código de Justicia Militar. Habiéndose ordenado una nueva denominación para los empleos del Cuerpo Jurídico Militar, tomó en el que poseía la de 1898, por lo que fue premiado con la de teniente auditor de primera en septiembre de 1893. En 1892 le nombró el gobernador general de Cuba abogado de Beneficencia de La Habana, cometido que desempeñó a la vez que el que le estaba encomendado como perteneciente al Cuerpo Jurídico Militar.
Obtuvo en febrero de 1894 el empleo condicional de auditor de brigada en la referida isla, alcanzándolo en la escala general por antigüedad en agosto del mismo año. Desempeñó algún tiempo interinamente la Auditoría de la Capitanía General y fue recompensado con la encomienda de Isabel la Católica. Actuando como auditor del general en jefe, concurrió a varias operaciones y hechos de armas desde agosto de 1895, prestando servicios que desempeñó con grave riesgo de su vida hasta junio de 1898, por lo que fue premiado con la cruz roja de segunda clase del Mérito Militar, pensionada, la cruz de segunda clase del Mérito Naval con distintivo rojo y dos cruces de segunda clase de María Cristina.
En premio de su obra La jurisdicción de guerra se le concedió la cruz blanca de segunda clase del Mérito Militar, pensionada. Sin perjuicio de su destino, tuvo a su cargo durante dos años, con carácter de interinidad, la cátedra de Derecho penal y civil en la Universidad de la Habana. Regresó a la península ibérica en julio de 1898 por haber sido elegido diputado a Cortes, y quedó en situación de excedente. Desempeñó dicho cargo hasta la terminación de la legislatura. En octubre de 1899 fue destinado a la Capitanía General de Castilla la Nueva, y en febrero de 1900 a la Comisión liquidadora de la Caja General de Ultramar, en la que, no obstante haber quedado nuevamente en situación de excedente a consecuencia de su ascenso por antigüedad a auditor de división en noviembre, continuó prestando sus servicios en comisión hasta mayo de 1901.
Colocado en junio siguiente en la Capitanía General de Aragón, volvió en septiembre a la situación de excedente. Por la obra titulada Legislación militar fue recompensado con la cruz blanca de tercera clase del Mérito Militar. Le fue también concedida, por servicios especiales, la cruz de tercera clase del Mérito Naval con distintivo blanco. Se dispuso en abril de 1902 que pasara a prestar sus servicios en la Comisión liquidadora de las Capitanías generales y Subinspecciones de Ultramar.
Formó parte en 1904, como vocal del Tribunal de oposiciones para el ingreso en el Cuerpo Jurídico Militar. Por haber sido nombrado jefe superior de la Policía gubernativa de Madrid, se mandó en enero de 1909 que quedara en situación de supernumerario sin sueldo, señalándosele la de excedente en noviembre de 1910 con motivo de haber cesado en dicho cargo. Se le otorgó en 1911 la gran cruz del Mérito Naval con distintivo blanco por haber presentado un anteproyecto de Código marítimo y otros servicios prestados a la Marina, y desde mayo del mismo año formó parte como vicesecretario con voz de la Comisión de reforma de las leyes sobre materias de justicia en las jurisdicciones de Guerra y Marina. En abril de 1912 le fue concedida la cruz blanca de tercera clase del Mérito Militar pensionada por su obra Enciclopedia de legislación militar. Desde noviembre de 1912 perteneció de nuevo a la situación de supernumerario sin sueldo por ejercer el cargo de director general de Seguridad. Desempeñó la tarea de representar al Ministerio de la Guerra en asuntos de carácter internacional. Falleció en Madrid en 1915, el día 5 de diciembre.